# Heimin Shimbun

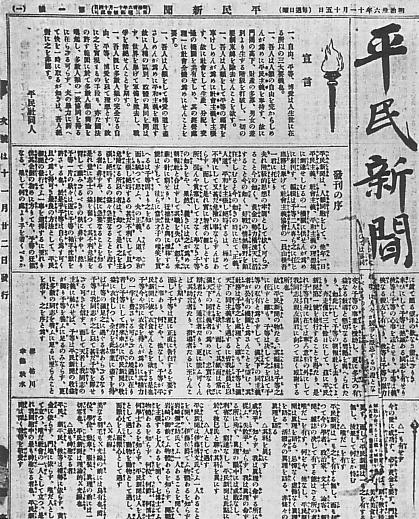
Una imagen del Periódico de los Comuneros (13 de noviembre de 1904).

El Heimin Shimbun (Periódico de los Comuneros) fue un periódico libertario-socialista establecido en Japón a principios del siglo XX.

## Historia y perfil
El anarquista japonés Kōtoku Shūsui y Toshihiko Sakai fundaron el Heimin Shimbun en 1903. Kōtoku Shūsui también fue uno de los editores del periódico. A principios de 1904, era la principal publicación de Tokio que abogaba por el socialismo. Ochenta y dos personas finalmente expresaron su lealtad al socialismo en esta publicación. Dos de esas personas, Uchiyama Gudō y Kōtoku Shusui, fueron condenados y ejecutados en el incidente de alta traición. El gobierno Meiji prohibió varios números del periódico porque se los consideraba políticamente ofensivos. Los editores fueron arrestados, multados y encarcelados. El documento dejó de publicarse en 1905. El último número, publicado en rojo, se imprimió el 18 de enero de 1905. Después de la desaparición de este documento, el movimiento socialista contra la guerra también desapareció.